# Ligne 35 (Infrabel)
Pour les articles homonymes, voir Ligne 35.
La ligne 35 est une ligne ferroviaire belge du réseau de la Société nationale des chemins de fer belges (SNCB). Elle comporte deux embranchements : la ligne 35/1 de Y Nd. Triangle Hasselt à Y Ouest Triangle Hasselt et la ligne 35/2 de Y Holsbeek à Y Wilsele. Elle relie les villes de Louvain dans la province du Brabant flamand à Hasselt dans la province de Limbourg.

## Historique
La ligne 35 fut construite par la Société anonyme des Chemins de fer du Nord de la Belgique ; jusqu'en 1897 elle était exploitée par le Grand Central Belge.
- 28 février 1863, ouverture de Louvain à Aarschot[1]
- 1er février 1865, ouverture d'Aarschot à Diest[1]
- 1er juillet 1865, ouverture de Diest à Hasselt[1]

Après le rachat par l’État du Grand Central Belge, les Chemins de fer de l'État belge devinrent la SNCB en 1926.
La ligne 35 sera électrifiée dans les années 1980 au cours de la seconde grande phase d'électrification du réseau ferré belge :
- 1er janvier 1981, électrification de Louvain à Aarschot[1]
- 27 septembre 1981, électrification d'Aarschot à Hasselt[1]

À Louvain, la ligne 35 était uniquement raccordée à la ligne 36, vers la gare de Louvain, et à la ligne 53, vers Malines et Gand. Par conséquent, les trains vers Bruxelles devaient rebrousser en gare de Louvain. Le 10 décembre 2006 a lieu la mise en service de la ligne 35/2 qui constitue un raccord direct.

## Infrastructure

### Ligne 35/2
La ligne 35/2, construite entre 2004 et 2006, est une courbe de raccordement à voie unique, qui franchit en viaduc la vallée de la Dyle et la ligne 53. Elle permet de faire rouler des trains directs de Bruxelles à Aarschot, sans passer par la gare de Louvain.